# Xysticus pigrides
Xysticus pigrides är en spindelart som beskrevs av Cândido Firmino de Mello-Leitão 1929. 
Xysticus pigrides ingår i släktet Xysticus och familjen krabbspindlar. Inga underarter finns listade i Catalogue of Life.